# Беер-Монти, Фридерика
Фридерика Мария Бе́ер-Мо́нти (нем. Friederike Maria Beer-Monti; 27 января 1891, Вена — 12 июля 1980, Канеохе, Гавайи) — американская галеристка австрийского происхождения, известная по портретам работы Эгона Шиле и Густава Климта.

## Биография
Фридерика Мария Беер родилась в семье еврейского коммерсанта Эмиля Беера (1861—1908) и его супруги Изабеллы, урождённой Гайсслер (1866—1959), племянницы архиепископа зальцбургского Франца Альберта Эдера. После смерти отца мать держала в Вене «Кайзеровский бар» на Круггерштрассе, 3, который в 1920-е годы был известным местом встреч венской артистической «золотой молодёжи».
Окончив школу, Фридерика обучалась актёрскому мастерству, работала моделью на показах платьев производства Венских мастерских и ателье сестёр Флёге и сама с удовольствием носила реформенные платья. С детства она дружила с сыном промышленника и художником Гансом Бёлером, который в 1908 году написал с 17-летней подруги женское ню, демонстрировавшееся на выставке Венского сецессиона. И родители Бёлера, и мать Фридерики были против их союза, и в 1911 году Фридерику отправили в бельгийскую школу-интернат при монастыре урсулинок, а Ганса — в Пекин. В 1912 году пара воссоединилась в Вене, а в 1913 году отправилась в годичное путешествие по Центральной и Южной Америке и побывала в Нью-Йорке. Будучи возлюбленной Бёлера, Беер водила знакомство со многими участниками Венского сецессиона. В 1914 году Эгон Шиле написал её портрет. По словам Фридерики Беер, Бёлер пообещал подарить ей в 1915 году особенный подарок — жемчужное ожерелье, но она вместо него попросила портрет работы Густава Климта. Климт поначалу отказался, но позднее принял заказ и выполнил его всего за несколько месяцев. Портрет был готов в начале 1916 года и обошёлся Бёлеру в 20 тыс. крон. Беер также мечтала, чтобы её портрет написал Оскар Кокошка, но Первая мировая война расстроила все планы. В 1916 году Беер и Бёлер расстались, но сохранили прочную дружбу.
В середине 1920-х годов Фридерика Беер вышла замуж за итальянского капитана Эмануэле Монти и уехала с ним жить на остров Прочида в Неаполитанском заливе. Через четыре года брак распался, и Фридерика вернулась в Вену. В 1932 году в «Кайзеровском баре» она познакомилась с американским студентом-искусствоведом Хью Стиксом и в 1935 или 1936 году эмигрировала с ним в США. В Америке Беер-Монти работала в основанной Стиксом в 1936 году некоммерческой организации «Галерея художников», занимавшейся по образцу и подобию Венского сецессиона продвижением американских художников, в частности Виллема де Кунинга, Луи Элшемуса, Луизы Берлявски-Невельсон и Эда Рейнхардта. Фридерика Беер-Монти также помогала бежать от нацистов из Австрии австрийским художникам, например, Максу Оппенгеймеру. Фридерика Беер-Монти руководила галереей до 1962 года, в 1970 году переехала на Гавайи, где покончила жизнь самоубийством в 1980 году.
На портрете Шиле Фридерика Беер изображена в пёстром платье-рубашке с геометрическим узором производства Венских мастерских. Этот портрет, ставший последним заказным для художника и самым его амбициозным, заказчица приняла без особой симпатии, о чём свидетельствует возглас её служанки: «Моя госпожа будто в гробу лежит!» На портрете Климта Фридерика одета в платье со стянутым шнуровкой подолом из шёлка понже «Марина» дизайна Дагоберта Пехе, опять же для Венских мастерских, и жакет из хорькового меха, её обновку той же марки. По настоянию Климта Фридерика Беер надела меховой жилет наизнанку, чтобы он мог запечатлеть на картине великолепную подкладку из цветного шёлка «Флора» дизайна Лео Блондера. До этого Фридерике пришлось перемерить множество восточноазиатских костюмов, хранившихся в мастерской Климта. По словам портретируемой, рисунок фона с крупными фигурами и растительным орнаментом портрета Климт позаимствовал с имевшейся в его коллекции азиатской вазы. На картине и жакет, и платье, и фон конкурируют между собой так, что глазу зрителя можно отдохнуть только на зелёном ковре в нижней части картины и чёрных волосах Фридерики, обрамляющих её лицо.

Эгон Шиле. Портрет Фридерики Беер. 1914. Частное собрание
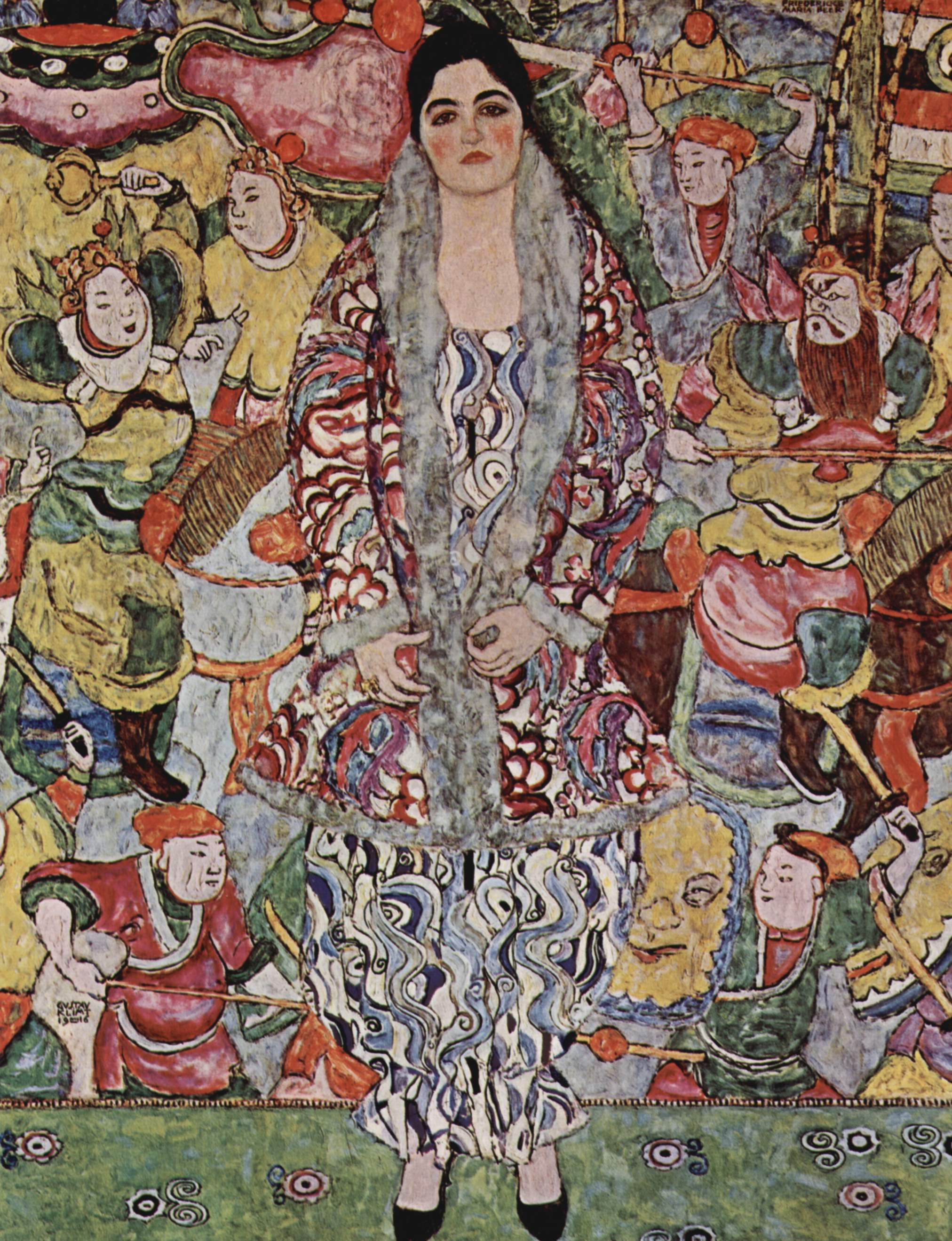
Густав Климт. Портрет Фридерики Марии Беер. 1916. Тель-Авивский музей изобразительных искусств